# Olga (Vorname)
Olga (russisch Ольга) ist ein weiblicher Vorname. 

## Herkunft und Bedeutung
Olga ist die ostslawische Form von Helga und hat eine altskandinavische Herkunft. Der Name Olga bedeutet übersetzt „die Heilige“ und „die Geweihte“. Die ukrainische Schreibweise des Namens ist Olha (Ольга), die belarussische ist Wolha (belarussisch Вольга). Daneben existiert die seltenere serbokroatische bzw. serbisch-montenegrinisch-kroatisch-bosnische und auch bulgarische Entsprechung Olja (in kyrillischer Schreibung für Serbisch und Montenegrinisch: Оља, für Bulgarisch: Оля). 

## Varianten
Koseformen sind unter anderem Olja, Olenka, Oletschka, Oltschik, Lölka, Oluschka, Olunka und Ola.
Die männliche Form des Namens ist Oleg.

## Verbreitung und Namenstag
Die Verbreitung des Namens geht zurück auf Großfürstin Olga von Kiew (881–969), eine ostkirchliche Heilige.
- 11. Juli – Hl. Olga von Kiew

## Bekannte Namensträgerinnen

### Olga
- Olga Baclanova (1893–1974), russische Schauspielerin der späten Stummfilm- und frühen Tonfilmzeit
- Olga Bancic (1912–1944), rumänische Kommunistin mit Einsatz in der französischen Résistance während des Zweiten Weltkriegs
- Olga Benario-Prestes (1908–1942), deutsch-brasilianische Widerstandskämpferin
- Olga Bergholz (1910–1975), russische Schriftstellerin
- Olga Bontjes van Beek (1896–1995), deutsche Tänzerin, Bildhauerin und Malerin
- Olga Boznańska (1865–1940), polnische Malerin des Postimpressionismus
- Olga Burjakina (* 1958), russische Basketballspielerin
- Olga Carmona (* 2000), spanische Fußballspielerin
- Olga Connolly (1932–2024), tschechische Leichtathletin
- Olga Desmond (1890–1964), deutsche Tänzerin und Schauspielerin
- Olga Engl (1871–1946), österreichische Schauspielerin
- Olga Grjasnowa (* 1984), deutsche Schriftstellerin
- Olga Hepnarová (1951–1975), tschechische Massenmörderin
- Olga Iwinskaja (1912–1995), russische Schriftstellerin, Geliebte von Boris Pasternak
- Olga Jaschina (* 1986), russische Skilangläuferin
- Olga Jensch-Jordan (1913–2000), deutsche Kunstspringerin und Trainerin
- Olga Jukina (1953–2005), sowjetische Kinderdarstellerin
- Olga Kaminer (* 1966), deutsche Autorin russischer Herkunft
- Olga Karassjowa (* 1949), russisch-sowjetische Kunstturnerin und Olympiasiegerin
- Olga Knipper (1868–1959), russische Schauspielerin
- Olga Knoblach-Wolff (1923–2008), deutsche Kunstmalerin und Grafikerin
- Olga Konon (* 1989), deutsche Badmintonspielerin
- Olga Kopetzky (1870–1928), deutsch-böhmische Malerin und Illustratorin
- Olga Korbut (* 1955), belarussische Kunstturnerin
- Olga Körner (1887–1969), deutsche Politikerin (KPD, SED)
- Olga Kurylenko (* 1979), ukrainisch-französische Schauspielerin und Model
- Olga Ladyschenskaja (1922–2004), russische Mathematikerin
- Olga Lengyel (1908–2001), ungarisch-amerikanische Jüdin, Holocaust-Überlebende
- Olga Lenskaja (1909–1976), sowjetische Schauspielerin
- Olga Borissowna Lepeschinskaja (1871–1963), russische Biologin
- Olga Wassiljewna Lepeschinskaja (1916–2008), russische Primaballerina
- Olga Freiin von Lersner (1897–1978), deutsche Krankenschwester, Leiterin der Schwesternschule der Universität Heidelberg
- Olga Limburg (1881–1970), deutsche Schauspielerin
- Olga von Luckwald (* 1991), deutsche Schauspielerin
- Olga Martynova (* 1962), russische Lyrikerin, Essayistin und Übersetzerin
- Olga Medwedzewa (* 1975), russische Biathletin
- Olga Markowa Meerson (1885–1930), russische Malerin der Moderne, Schülerin von Henri Matisse
- Olga Meyer (1889–1972), Schweizer Schriftstellerin, Jugendbuchautorin
- Olga Nasarowa (* 1965), russische Leichtathletin
- Olga Nemes (* 1968), rumänisch-deutsche Tischtennisspielerin
- Olga Neuwirth (* 1968), österreichische Komponistin
- Olga Oppenheimer, verheiratete Worringer (1886–1941), deutsche Malerin und Grafikerin
- Olga Pall (* 1947), österreichische Skirennläuferin
- Olga Petit (1870–1966), eigentlich Sophie Balachowsky-Petit, französische Anwältin
- Olga Picasso (1891–1955), russische Balletttänzerin, erste Ehefrau von Pablo Picasso
- Olga Prager (1872–1930), österreichische Malerin
- Olga Ravn (* 1986), dänische Schriftstellerin, Lyrikerin, Übersetzerin und Literaturkritikerin
- Olga Romanowa (1822–1892), Großfürstin von Russland und Königin von Württemberg
- Olga Romanowa (1851–1926), Gattin des Königs Georg I. von Griechenland
- Olga Romanowa (1895–1918), Großfürstin von Russland, älteste Tochter des letzten Zarenpaares
- Olga Rudge (1895–1996), US-amerikanische Geigerin, Lebenspartnerin des Dichters Ezra Pound
- Olga Alexandrowna Sadowskaja (* 1980), russische Juristin und Menschenrechtsaktivistin
- Olga Saizewa (* 1978), russische Biathletin
- Olga Schisnewa (1899–1972), sowjetrussische bzw. sowjetische Schauspielerin
- Olga Schoberová (* 1943), tschechische Schauspielerin
- Olga Tañón (* 1967), puerto-ricanische Sängerin
- Olga Tass (1929–2020), ungarische Kunstturnerin
- Olga Tokarewa (* 1956), sowjetische bzw. russische Schauspielerin Synchronsprecherin und Schauspiellehrerin
- Olga Tokarczuk (* 1962), polnische Schriftstellerin, Nobelpreisträgerin
- Olga Törös (1914–2015), ungarische Geräteturnerin
- Olga Tschechowa (geb. Olga von Knipper; 1897–1980), deutsche Schauspielerin
- Olga Tschepurowa (1925–1959), sowjetische Fernsehmoderatorin und Schauspielerin
- Olga Tufnell (1905–1985), britische Archäologin (Vorderasiatischen Archäologie und Ägyptologie)
- Olga Voglauer (* 1980), österreichische Politikerin der Grünen.
- Olga Wendt (1896–1991), deutsche Produktdesignerin
- Olga Wiklandt (1911–1995), sowjetische bzw. russische Schauspielerin
- Olga Wisinger-Florian (1844–1926), österreichische Malerin des Impressionismus
- Olga Zimina (* 1982), russisch-italienische Schachspielerin

### Varianten

#### Olia
- Olia Berger (* 1980), ehemalige kanadische Judoka
- Olia Burtaev (* 1995), ehemalige australische Synchronschwimmerin
- Olia Lialina (* 1971), russische Netzkünstlerin
- Olia Tira (* 1988), moldauische Sängerin

#### Olja
- Olja Ivanjicki (1931–2009), jugoslawische bzw. serbische Malerin
- Olja Karleuša (* 1980), serbische Turbo-Folk-Sängerin
- Olja Savičević (* 1974), kroatische Schriftstellerin

#### Olha
- Olha Ajwasowska (* 1981), Aktivistin der ukrainischen Zivilgesellschaft
- Olha Awilowa (1918–2009), sowjetisch-ukrainische Chirurgin, Hochschullehrerin und Mitbegründerin der Thoraxchirurgie
- Olha Bajtaljuk (* 1955), sowjetische Ruderin
- Olha Bassarab (1889–1924), ukrainische Aktivistin
- Olha Beresnjewa (* 1985), ukrainische Schwimmsportlerin
- Olha Bibik (* 1990), ukrainische Leichtathletin
- Olha Bryshina (* 1963), ehemalige sowjetische Sprinterin
- Olha Charlan (* 1990), ukrainische Säbelfechterin
- Olha Dutschyminska (1883–1988), ukrainische Schriftstellerin, Literaturkritikerin, Übersetzerin und Journalistin
- Olha Franko (Choruschynska) (1864–1941), ukrainische Schriftstellerin, Übersetzerin, Aktivistin, Publizistin und Verlegerin
- Olha Freimut (* 1982), ukrainische Moderatorin, Journalistin, Autorin und Model
- Olha Hruschewska (1878–1961), sowjetisch-ukrainische Historikerin und Literaturwissenschaftlerin
- Olha Husenko (* 1956), sowjetische Ruderin
- Olha Ilkiw (1920–2021), ukrainische Partisanin und Verbindungsoffizierin der Ukrainischen Aufständischen Armee (UPA)
- Olha Kobyljanska (1863–1942), ukrainische Schriftstellerin
- Olha Korobka (* 1985), ukrainische Gewichtheberin
- Olha Kossatsch-Krywynjuk (1877–1945), ukrainische Schriftstellerin, Literaturkritikerin, Übersetzerin, Lehrerin und Ärztin
- Olha-Melanija Kultschyzka (1873–1940), ukrainische dekorative Kunsthandwerkerin und Lehrerin
- Olha Leonowa (* 1976), ukrainische Wasserspringerin
- Olha Ljachowa (* 1992), ukrainische Mittelstreckenläuferin (800-Meter-Lauf)
- Olha Masliwez (* 1978), ukrainische Windsurferin und Trainerin
- Olha Nyschnyk (* 1990), ukrainische Leichtathletin (Langstreckenlauf)
- Olha Olijnyk (1925–2001), sowjetische und russische Mathematikerin ukrainischer Herkunft
- Olha Parchomenko (1928–2011), ukrainische Violinistin
- Olha Petljura (1884–1959), ukrainische Lehrerin
- Olha Pleschkan (1898–1985), sowjetisch-ukrainische Malerin und Grafikerin
- Olha Puhowska (* 1942), sowjetische Rudersportlerin
- Olha Pywowarowa (* 1956), sowjetische Ruderin
- Olha Rapaj-Markisch (1929–2012), ukrainische Malerin, Bildhauerin und Keramikerin
- Olha Romanowska (* 1986), ukrainische Sängerin
- Olha Rudenko (* 1989), ukrainische Journalistin
- Olha Saladucha (* 1983), ukrainische Dreispringerin
- Olha Sawtschuk (* 1987), ukrainische Tennisspielerin
- Olha Schekel (* 1994), ukrainische Radsportlerin
- Olha Schownir (* 1989), ukrainische Säbelfechterin
- Olha Sowhyrja (* 1980), ukrainische Juristin, seit 2022 Richterin am Verfassungsgericht der Ukraine
- Olga Stefanishyna, (* 1985), ukrainische Juristin und Politikerin
- Olha Sumska (* 1966), ukrainische Theater- und Filmschauspielerin
- Olha Taratuta (1876–1938), ukrainische Anarchistin
- Olha Wolkowa (* 1986), ukrainische Freestyle-Skierin

#### Volha / Wolha
- Volha Aliseichyk (* 1976), deutsch-russisch-belarussische Übersetzerin und Dialogcoacherin
- Wolha Blozkaja (* 1989), belarussische Fußballschiedsrichterin
- Wolha Dubouskaja (* 1983), belarussische Marathonläuferin
- Volha Hapeyeva (* 1982), belarussische Schriftstellerin
- Wolha Judsenkowa (* 1967), belarussische Marathonläuferin
- Wolha Karatsch (* 1979), belarussische Journalistin
- Wolha Kawalkowa (* 1984), belarussische Juristin und führende Oppositionelle
- Wolha Schparaha (* 1974), belarussische Philosophin und politische Aktivistin
- Wolha Sudarawa (* 1984), belarussische Weitspringerin
- Wolha Zander (* 1976), belarussische Hammerwerferin
- Wolha Zezjaruk (* 1985), belarussische Biathletin